# Aponogeton schatzianus
Aponogeton schatzianus là một loài thực vật có hoa trong họ Aponogetonaceae. Loài này được Bogner & H.Bruggen mô tả khoa học đầu tiên năm 2001.